# Marion van Zuilen
Marion van Zuilen (12 december 1971) is een Nederlands langebaanschaatsster en marathonschaatsster. 
Tussen 1988 en 1991 werd Van Zuilen drie maal nationaal kampioen allround bij de junioren, en van 1989 tot 1991 reed Van Zuilen op het Wereldkampioenschappen schaatsen junioren.
Tussen 1991 en 1994 nam Van Zuilen meerdere malen deel aan de NK Afstanden, het NK Sprink en het NK Allround.
In 1992 zou Van Zuilen naar de Olympische Winterspelen, maar door een blessure kon ze langdurig niet trainen en werd ze uit de kernploeg gezet. Daarop begon ze met Sandra Voetelink een alternatieve ploeg. Toen ze wederom geblesseerd raakte, stopte ze met schaatsen op topniveau, en stapte ze over op wielrennen, waar ze onder andere derde in de Ronde van België werd. 
Op dertigjarige leeftijd stopte ze met sport om het bedrijf van haar vader over te nemen.

## Records

### Persoonlijke records[5]
| Afstand    | Tijd    | Datum         | Baan       |
| ---------- | ------- | ------------- | ---------- |
| 500 meter  | 42,07   | 1 maart 1991  | Calgary    |
| 1000 meter | 1.24,14 | 1 maart 1991  | Calgary    |
| 1500 meter | 2.08,12 | 1 maart 1991  | Calgary    |
| 3000 meter | 4.33,45 | 1 maart 1991  | Calgary    |
| 5000 meter | 8.00,16 | 15 maart 1991 | Heerenveen |